# منو بیشتر ببوس
«منو بیشتر ببوس» (به انگلیسی: Kiss Me More) ترانه‌ای از رپر و خوانندهٔ آمریکایی دوجا کت با همراهی خوانندهٔ آمریکایی سیزا از سومین آلبوم استودیویی وی پلنت هر (۲۰۲۱) می‌باشد که از سوی کموساب و آرسی‌ای رکوردز در ۹ آوریل ۲۰۲۱ به‌عنوان تک‌آهنگ آغازین منتشر گردید. «منو بیشتر ببوس» توسط هنرمندان در کنار تهیه‌کنندگان یتی بیتس و روژه چاهاید، و همچنین تیزهیم‌سلف و کارتر لانگ که هر دو  تولید اضافی را انجام دادند، و لوکاز گوتوالد نوشته شده‌است.